# 呼尔查干淖尔
呼尔查干淖尔也作查干诺尔、库尔查干诺尔、哈尔查干诺尔、查干（淖尔）水库，是一个位于中国内蒙古自治区锡林郭勒盟阿巴嘎旗西南查干淖尔镇境内的一座湖泊，当地政府宣传称是内蒙古四大淡水湖。由东西两个湖泊组成，西湖湖盆裸露，已成为蒙古高原沙尘暴、盐尘暴源地。

## 概况
呼尔查干淖尔地处浑善达克沙地北部，由东西两个湖泊组成，中间相隔有200米，但两湖相通。整个湖泊东北至西南长约24千米，西北至东南宽3～5千米。水面高程1013米，水面面积109.93平方千米。《中国湖泊志》中记载本湖水位1017.5米，长24千米，最大宽8.4千米，平均宽4.55千米，面积109.3平方千米，最大水深6.0米，平均水深2.4米，蓄水量2.64×108立方米。东西两湖有土坝相隔，东湖面积26平方千米，西湖面积83.3平方千米。1958-2010年数据显示，因区域气候暖干，呼尔查干淖尔不断萎缩，流域生态环境退化，容积降至41.1×106立方米，面积降至28.1平方千米；流域年均气温上升了2.5℃，年降水量下降了36.6毫米。东湖在水闸的为人控制下水位波动范围不超过1米，西湖水位波动相对剧烈，于2002年彻底干涸，湖盆裸露，已成为蒙古高原沙尘暴、盐尘暴源地。

## 水文
呼尔查干淖尔集水面积6327.4平方千米，补给系数57.89。湖水依赖地表径流和湖面降水补给，主要入湖河流为从东部注入东湖的高格斯台高勒（巴音河）和从南部注入西湖的努格斯郭勒。据1980年调查，东湖pH值8.0，矿化度604.22mg/L，属氯化物盐类钠组Ⅲ型淡水湖；西湖pH值9.5，矿化度4.05g/L，属重碳酸盐类钠组Ⅰ型微咸湖。

## 生物资源
呼尔查干淖尔渔业资源丰富，是阿巴嘎旗重要的渔业生产基地。湖中有各种鱼类12种，分属鲤科（9种）、刺鱼科（2种）和鳅科（2种）。湖区湿地也是众多鸟类的栖息地，包括白尾海雕、天鹅等珍稀鸟类，还曾发现内蒙古首次记录的灰瓣蹼鹬、彩鹮等。